# Абдулвадудов, Омар Мадаевич
Ома́р Мада́евич Абдулваду́дов (2 апреля 1957 года, Хасавюрт, Дагестанская АССР, РСФСР, СССР) — советский чеченский штангист и пауэрлифтер, мастер спорта СССР, чемпион России, вице-президент Федерации тяжёлой атлетики Чечни.

## Биография
Родился 2 апреля 1957 года в Хасавюрте. Там же окончил среднюю школу. В детстве занимался вольной борьбой. В 1975 году стал чемпионом Дагестана по вольной борьбе. По просьбе Дэги Багаева переехал в Грозный.
Военную службы проходил в спортивной роте, стал чемпионом Ленинградского военного округа. Тогда же начал заниматься тяжёлой атлетикой. После окончания службы вернулся в Грозный. Под руководством своего тренера Юрия Ярославского выполнил норматив мастера спорта. Окончил Московский государственный институт физической культуры.
В 1983 году переехал в Гудермес, где началась его тренерская карьера. Воспитал около двадцати мастеров спорта. Среди них чемпионы России и мира. Является родоначальником пауэрлифтинга в Чечне. Работает судьёй на соревнованиях.

## Известные воспитанники
- Башхаджиев, Тамерлан — пауэрлифтер, призёр Кубка России, чемпион мира, мастер спорта России международного класса;
- Гелисханов, Резван — тяжелоатлет, чемпион и призёр чемпионатов СССР, обладатель Кубка СССР, призёр чемпионатов Европы и мира, победитель Игр Доброй воли, мастер спорта СССР международного класса;
- Исраилов, Иса — пауэрлифтер, чемпион России и мира;
- Шовхалов, Мухамед (1990) — пауэрлифтер, чемпион мира;
- Эльдаров, Хож-Ахмед (1983) — пауэрлифтер, призёр чемпионатов России и мира, мастер спорта.

## Семья
Женат. Имеет трёх детей.